# Лімаче

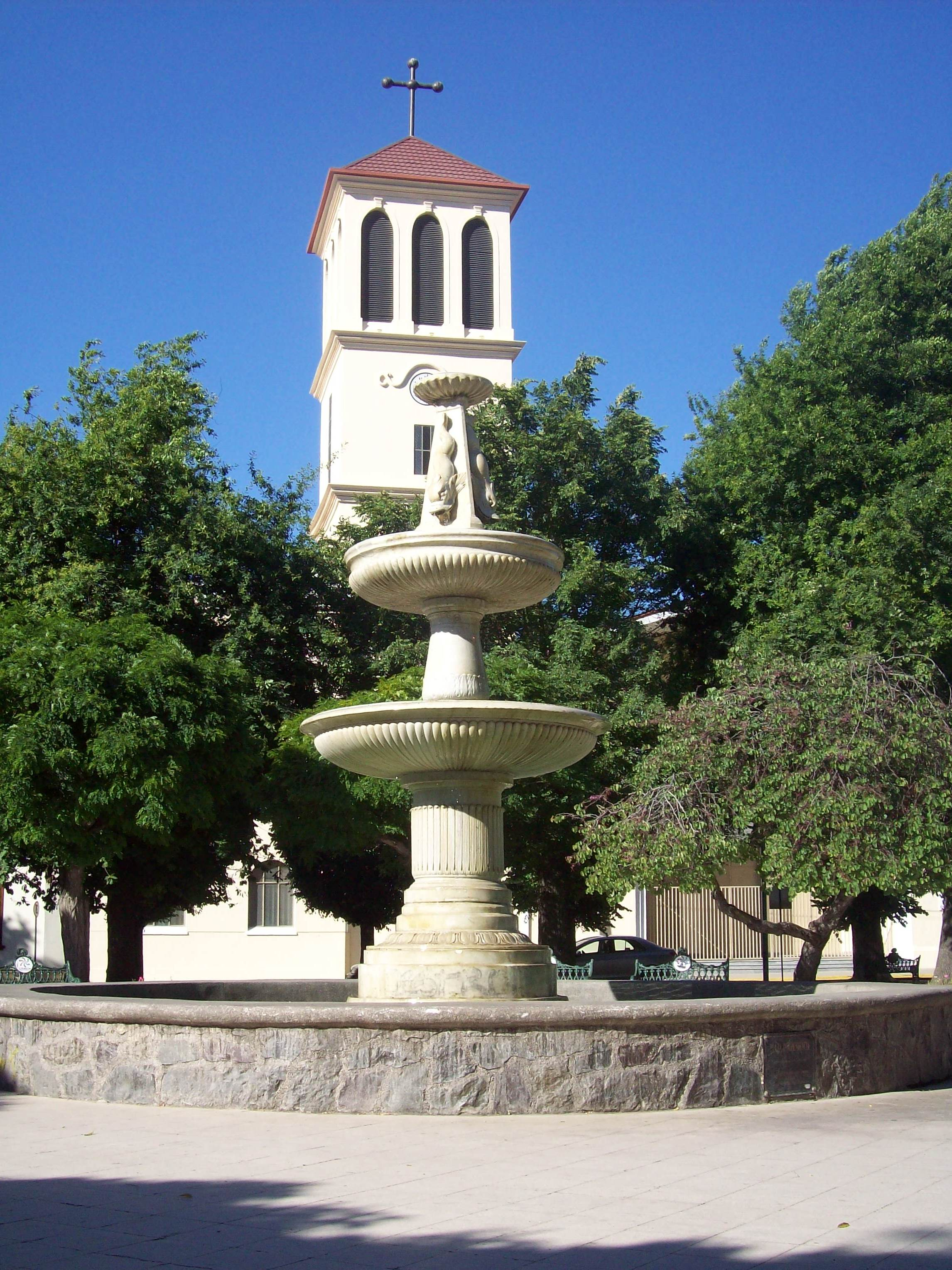
Площа Незалежності

Лімаче (ісп. Limache) — місто в Чилі. Адміністративний центр однойменної комуни. Населення міста — 34 948 осіб (2002). Місто і комуна входить до складу провінції Марга-Марга і регіону Вальпараїсо.
Територія — 294 км². Чисельність населення — 46 121 мешканців (2017). Щільність населення — 156,9 чол./км².

## Розташування
Місто розташоване за 33 км на схід від адміністративного центру області міста Вальпараїсо.
Комуна межує:
- на півночі — з комуною Кільйота
- на сході — з комуною Ольмуе
- на півдні — з комуною Кільпуе
- на південному заході — з комуною Вілья-Алемана
- на заході — з комуною Конкон